# オルガ・モロゾワ
オルガ・モロゾワ（英語: Olga Morozova, ロシア語: Ольга Васильевна Морозова, 1949年2月22日 - ）は、ソビエト連邦（現在はロシア）・モスクワ出身の元女子テニス選手。男子選手のアレックス・メトレベリと並んで、ソ連におけるテニス競技の草分けに大きく貢献した名選手である。1974年の全仏オープンとウィンブルドンの2大会連続で、4大大会に準優勝した。モロゾワの経歴を通じて「ソビエト連邦出身の女子テニス選手として史上初」の業績は多い。現役生活でシングルス20勝、ダブルス10勝を挙げた。

## 経歴
モロゾワは1965年のウィンブルドン女子ジュニアシングルス部門に16歳で優勝し、翌1966年で本戦に初出場した。1968年、モロゾワは5歳年上の先輩選手アレックス・メトレベリと混合ダブルスのペアを組み、ソ連出身の選手として初のウィンブルドン混合ダブルス決勝に進出した。ソ連ペアは初舞台の決勝戦で、ケン・フレッチャー＆マーガレット・コート（ともにオーストラリア）組に 1-6, 12-14 で敗れた。
それから、モロゾワは1969年に「モスクワ国際選手権」で初優勝を遂げ、1970年にはソ連国内のトーナメントで5勝したほかに「ヨーロッパ・アマチュア選手権」でも初優勝した。1970年には、メトレベリと組んで2年ぶり2度目のウィンブルドン混合ダブルス決勝進出もあった。2人はイリ・ナスターゼ（ルーマニア）＆ロージー・カザルス（アメリカ）組に 3-6, 6-4, 7-9 で敗れ、この部門で2度の準優勝に止まったが、こうして2人はソ連におけるテニス競技の開拓者となった。モロゾワは徐々にソ連国外にも活動を広げ、1972年の「イタリアン・オープン」で初めて女子テニスツアー大会の決勝戦に進出した。この年は、ウィンブルドンを除く4大大会女子シングルスでベスト8に進出している。
1974年、オルガ・モロゾワはソ連出身の女子選手として初の4大大会決勝進出の偉業を成し遂げる。それも全仏オープンとウィンブルドンの2大会連続であったが、どちらもクリス・エバートにストレートで敗れて準優勝になった。（スコア：全仏オープン決勝は 1-6, 2-6 / ウィンブルドン決勝は 0-6, 4-6）全仏オープンの女子ダブルスで、モロゾワとエバートがペアを組んで優勝を飾り、彼女はソ連の女子選手として初の4大大会タイトルをここで獲得した。（モロゾワは現役生活の間、エバートには1勝もできず「13戦全敗」で終わった。）その後、彼女は女子ダブルスで1975年全仏オープン・全豪オープン・1976年全米オープンの3度決勝に進出したが、いずれも準優勝で止まった。
モロゾワは女子国別対抗戦・フェドカップ（当時の名称は「フェデレーション・カップ」）にソ連代表選手が出場する道も開き、通算12勝4敗（シングルス8勝3敗・ダブルス4勝1敗）の成績を挙げた。ところが、1977年にソ連政府がテニス選手の海外試合出場を禁止したことにより、モロゾワは4大大会などの海外テニスツアーへの出場が不可能になり、ここで彼女のツアー経歴が終わった。
モロゾワはテニス・コーチのビクトル・ルベノフ（Victor Rubenov）と結婚し、モスクワ市内に「スパルタクラブ」というスポーツ選手育成クラブを創設した。このクラブから多くの選手が育ち、アンナ・クルニコワ、アナスタシア・ミスキナ、エレーナ・デメンティエワ、マラト・サフィンなどが世界へ巣立った。2004年の全仏オープン女子シングルス決勝で、ミスキナとデメンティエワによるテニス史上初の「ロシア対決」が実現し、ミスキナがロシア出身の女子テニス選手として最初の4大大会優勝者になった。